# Ligamento ancho del útero
El ligamento ancho del útero es un pliegue ancho de tejido que es extensión del peritoneo y que conecta a ambas caras del útero con las paredes y el suelo de la pelvis. El nombre de la estructura no es técnicamente correcto por razón de que el uso de ligamento por lo general se refiere a bandas o fibras resistentes que unen a los huesos en las articulaciones.

## Subdivisiones
El ligamento ancho puede ser dividido en tres componentes:
- Mesometrio - el meso del útero, la porción más amplia del ligamento ancho[1]
- Mesosalpinx - la parte que por extensión se fija y sostiene a las trompas de Falopio[2]
- Mesovario - la porción que rodea y sostiene al ovario[3]

## Contenido

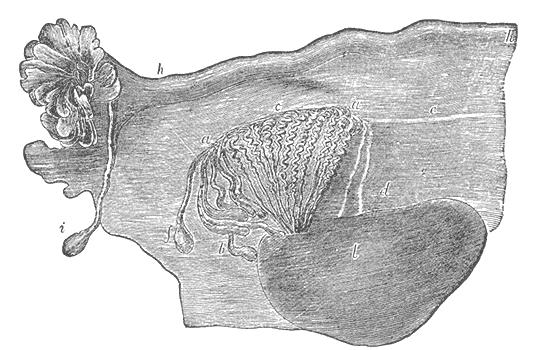
Ligamento ancho de una mujer adulta.

Los contenidos del ligamento ancho incluyen:
- Componentes reproductivos
  - Trompas de Falopio
  - Ovario—aunque algunas fuentes sugieren que el ovario está sobre el útero en vez de estar en él.[4]
- Vasos sanguíneos
  - Arteria ovárica[5]
  - Arteria uterina
- Ligamentos
  - Ligamento ovárico
  - Ligamento redondo del útero
  - Ligamento suspensorio del ovario—algunas fuentes lo consideran parte del ligamento ancho, mientras que otras fuentes la consideran como la terminación del ligamento.

## Estructura
El peritoneo rodea al útero como una sábana plana. A los lados del útero, esta sábana peritoneal entra en contacto con las haces del lado opuesto, formando una capa doble de peritoneo llamado ligamento ancho del útero.
La parte en la que esta hoja peritoneal se redobla, es decir, la porción libre, contiene a las tubas uterinas que corren entre dos capas, formando la mesosalpinx

## Función
El ligamento ancho del útero sirve como mesenterio para el útero, ovarios y las trompas de Falopio. Ayuda a mantener al útero en su posición.

## Embriología
El ligamento ancho del útero aparece o se desarrolla aproximadamente en la octava semana después de la fecundación. Nace como prolongación del cordón nefrógeno que da origen al sistema urogenital y proveniente del mesodermo intermedio.